# Thurston (Ohio)
Thurston es una villa ubicada en el condado de Fairfield en el estado estadounidense de Ohio. En el Censo de 2010 tenía una población de 604 habitantes y una densidad poblacional de 896,95 personas por km².

## Geografía
Thurston se encuentra ubicada en las coordenadas 39°50′34″N 82°32′41″O / 39.84278, -82.54472. Según la Oficina del Censo de los Estados Unidos, Thurston tiene una superficie total de 0.67 km², de la cual 0.67 km² corresponden a tierra firme y (0%) 0 km² es agua.

## Demografía
Según el censo de 2010, había 604 personas residiendo en Thurston. La densidad de población era de 896,95 hab./km². De los 604 habitantes, Thurston estaba compuesto por el 95.36% blancos, el 0% eran afroamericanos, el 0.33% eran amerindios, el 0.17% eran asiáticos, el 0% eran isleños del Pacífico, el 0.33% eran de otras razas y el 3.81% pertenecían a dos o más razas. Del total de la población el 1.32% eran hispanos o latinos de cualquier raza.